# Lumbrineris coccinea
Lumbrineris coccinea är en ringmaskart som först beskrevs av Stefano Andrea Renier 1804.  Lumbrineris coccinea ingår i släktet Lumbrineris och familjen Lumbrineridae. Arten har ej påträffats i Sverige. Inga underarter finns listade i Catalogue of Life.